# Гималайский дятел
Гималайский дятел (лат. Dendrocopos himalayensis) — вид птиц из семейства дятловых. Выделяют два подвида. Распространены в северных регионах Индийского субконтинента, главным образом в Гималаях и некоторых прилегающих районах, встречаются на территории Афганистана, Индии, Непала, Бутана и Пакистана. 

## Описание
Пестрый дятел среднего размера, достигающий в длину около 24 см. Верхняя часть тела глянцево-чёрная с широкими белыми пятнами от плеч до нижней части спины. Маховые перья с белой полосой по краям. Хвост с белой каймой. Нижняя часть тела и голова белые или однотонные бледно-бурые с чёрной Y-образной отметиной на шее и щеках. Корона красная у самцов и чёрная у самок. Чёрные отметины под глазами отличают его от других видов пёстрых дятлов. Кроющие перья на брюхе и подхвостье красного или розового цвета. Радужная оболочка каштановая, клюв черноватый, а ноги серые. Молодь более тусклая, сверху серовато-чёрная, с менее яркими областями на брюхе и подхвостье, а корона сероватая с небольшим количеством красного (у обоих полов).

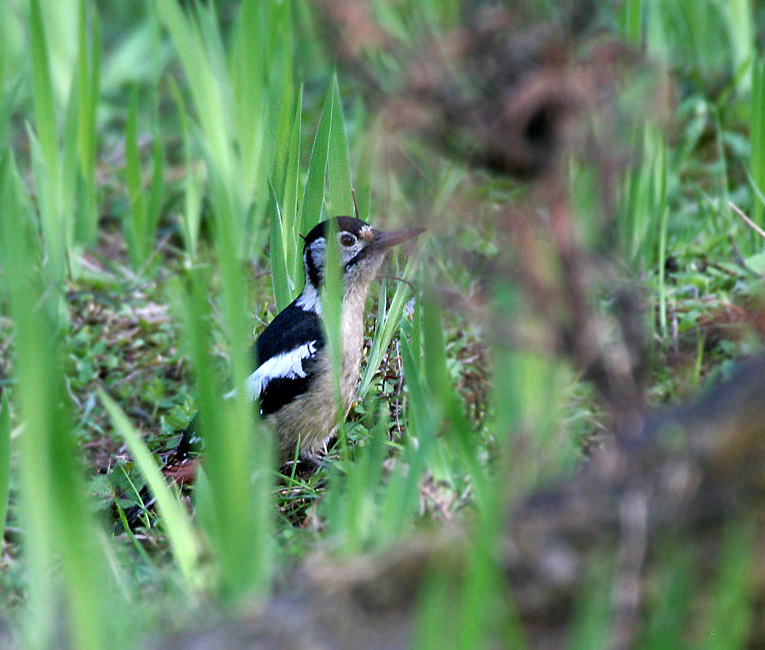
Самка гималайского дятла на земле

## Места обитания
Гималайский дятел обитает на высотах от 1500 до 3200 м. Естественной средой обитания являются влажные или сухие нагорные леса с лиственными или хвойными деревьями, часто с рододендронами. Добывает пищу индивидуально, обычно на стволах и больших ветвях, но иногда и на земле. В состав рациона входят насекомые, фрукты, семена и сок. Иногда он колотит еловые шишки о камни, чтобы извлечь семена.

### Размножение
Сезон размножения продолжается с апреля по май. Гнездовая полость создается обоими родителями, но в основном самцами; располагается в основном на высоте от 1 до 12 м на отмершем стволе или ветке дерева. Входное отверстие имеет диаметр около 5 см. Кладка состоит из 3—5 яиц, которые высиживают обе родительские птицы в течение примерно 2 недель

## Подвиды
Выделяют два подвида:
- D. h. albescens (Baker, 1926) — северо-восточный Афганистан, северный Пакистан и север Индии
- D. h. himalayensis (Jardine & Selby, 1831) — от Кашмира до Непала